# 鈴木コーヒー (新潟県の企業)
鈴木コーヒー（すずきコーヒー）は、新潟県新潟市中央区に本社を置く、コーヒー・紅茶の加工販売及び、食品材料・機器類の販売を行う会社である。

## 概要
新潟市中央区にあるピアBandaiの設立に大きく関わっており、2代目社長であり藍綬褒章を受けている佐藤健之は、地元経営者らの「新潟の食と花を情報発信できる場を作ろう」との思いから、新潟市から土地を借りて共同で「万代にぎわい創造」を設立し、ピアBandaiを民設民営の一大観光スポットに育て上げた。
雪室珈琲（ゆきむろコーヒー）を主力ブランドとしており、2010年に発売され、数種類のブレンドがある。
上越市にあるヘヴンズカフェの代表である氷見伸之が、雪室貯蔵のコーヒーを作っていたのが始まりで、鈴木コーヒーの社員が取引先であったヘブンズカフェからこのコーヒーを佐藤健之の元に持ってきたところ、佐藤は酸味や苦味の角がとれ味がまろやかになっていることに驚き、味に惚れ込んだことで、ヘブンズカフェと共同で2010年4月に販売を始めたところ、一、二を争う人気商品になった。
実際に、雪室で保存したコーヒー雨を分析すると、渋みなどの不快な成分を含むアルデヒド類が減り、香ばしさや甘さを生み出すピラジン類という匂い成分が増えることがわかった。
雪室で熟成させることで新潟発の商品に生まれ変わらせることが出来ないかと、多くの品目を揃えて統一ブランドで売り出すことを考え、他業種に働きかけて2011年12月に「にいがた雪室ブランド事業協同組合」が設立された。また、各社バラバラだったパッケージデザインを統一し、共同で販促することで商品イメージ向上を図るために、新潟発のブランド「越後雪室屋」を誕生させた。